# Paspalum guayanerum
Paspalum guayanerum är en gräsart som beskrevs av Alan Ackerman Beetle. Paspalum guayanerum ingår i släktet tvillinghirser, och familjen gräs. Inga underarter finns listade i Catalogue of Life.